# Pietro I Moncada di Paternò
Pietro Moncada Beccadelli di Bologna, principe di Paternò (Napoli, 20 giugno 1789 – Palermo, 19 agosto 1861), è stato un nobile e politico italiano.

## Biografia
Penultimo di sette figli di Francesco Rodrigo dei principi di Paternò e di Giovanna Beccadelli di Bologna Montaperto dei principi di Camporeale, nacque a Napoli il 20 giugno 1789. Nel 1816 sposò Giuseppina Bajada Nobile (1794-1855), figlia di Corrado dei marchesi di Napoli, da cui ebbe tre figli.
Grande di Spagna di prima classe dal 1816, fu gentiluomo di camera del Re, senatore di Palermo dal 1827 al 1830 e Parì del Regno di Sicilia nel 1816 e nel 1848.
Morto nel 1827 il nonno paterno Giovanni Luigi Moncada, IX principe di Paternò, succedette a questi nei titoli di famiglia, poiché erano premorti suo padre e i suoi due fratelli maggiori Giovanni Luigi e Giuseppe. Il Principe Pietro morì a Palermo il 19 agosto 1861, all'età di 72 anni.

### Matrimoni e discendenza
Pietro Moncada Beccadelli di Bologna, X principe di Paternò, dalla sua consorte Giuseppina Bajada Nobile ebbe i seguenti figli:
- Maria Giovanna (1816-1904), che fu moglie di Giuseppe d’Ayala Valva dei marchesi di Valva;
- Marianna (1818-1891), che fu moglie di Fabrizio Alliata Marassi, duca di Pietratagliata;
- Corrado, XI principe di Paternò (1820-1895), senatore del Regno d'Italia, che sposò Stefania Starrabba Statella, figlia di Francesco Paolo, principe di Giardinelli, da cui ebbe quattro figli.[1]